# توماس داي سايمور
توماس داي سايمور (بالإنجليزية: Thomas Day Seymour)‏ هو باحث في تاريخ العصور الكلاسيكية أمريكي، ولد في 1 أبريل 1848 في هدسن في الولايات المتحدة، وتوفي في 31 ديسمبر 1907 في نيو هيفن في الولايات المتحدة.